# Unió i Progrés Independent de Bétera
La Unió i Progrés Independent de Bétera és un partit polític valencià d'àmbit local. Va presentar-se per primera vegada a les eleccions municipals de 1991, tot i que segons el registre de partits, la seua fundació data de 1999. Ha estat un partit polític cabdal per a la vida política de Bétera tot i que actualment es troba sense representació al consistori des del 2015.

## Història
L'UPIB es presentà per primera vegada a les eleccions municipals de 1991 sent la força més votada amb un 38,90% dels vots i 6 escons. Encapçalava la llista el fins llavors alcalde pel PSPV-PSOE, Vicent Cremades Alcàcer que tot i ser candidat més votat i amb més escons no pogué revalidar l'alcaldia aquella legislatura. El 1995, l'UPIB va millorar els seus resultats presentant com a cap de llista a Cremades i aconseguint un 44,47% dels vots i 8 escons restant com a primera força i obtenint l'alcaldia. Cremades presidí el consistori beterà fins a l'any 1999 quan es retirà definitivament de la política. En les eleccions del mateix any l'UPIB presentà com a candidata a l'alcaldia de Bétera a Amparo Doménech i Palau, la qual amb el 22,31% dels vots no aconseguí els resultats de les anteriors eleccions, quedant segona després del PPCV i perdent 4 escons, tot i que mitjançant un pacte amb altres formacions, Domènech obtingué l'alcaldia. En les eleccions de 2003, Amparo Domènech es tornà a presentar com a candidata a l'alcaldia millorant els resultats de 1999 amb un 26,32% dels vots i aconseguint un escó més, però quedant segona per darrere del PP i no poguent obtindre la vara de comandament. En aquella legislatura, tot i que va haver-hi un govern PP-UPIB, l'alcalde Aloy va destituir a Doménech, que exercia de primera tinent d'alcalde a causa d'unes critiques al butlletí intern del partit. Doménech abandonà la formació per a presentar-se com a cap de llista del PSPV-PSOE en les eleccions del 2007.
El candidat per a les eleccions del 2007 fou José María Martí Granell, conegut com a Serruch, el qual va patir uns resultats prou dolents per a la formació, que només obtingué un regidor, perdent-ne 3 amb un 7,26% dels vots. En aquesta legislatura és quan començà l'estreta col·laboració de l'UPIB amb el PP, ja que aquest únic regidor de la formació municipalista va fer un pacte de govern i d'investidura amb José Manuel Aloy Martínez, aleshores alcalde del poble. L'any 2011, Serruch repetí com a candidat a l'alcaldia millorant lleugerament els resultats anteriors amb el 9,78 percent dels vots i dos escons. El pacte PP-UPIB continuà també aquesta legislatura, obtenint els darrers tres àrees de govern entre d'elles la primera tinença d'alcaldia i l'ària d'hisenda. Aquell mateix any, José María Martí Granell va morir i el succeí en Josep Enric Alcàcer i Asensi. A les eleccions de 2015 el partit presentà com a candidat a Josep Enric Alcàcer però aquesta vegada el partit no obtingué prou vots quedant fora del consistori i perguent els dos escons que tenie.

## Resultats electorals
| Elecció | Vots  | %     | Escons | +/– | Candidat                   | Govern   |
| ------- | ----- | ----- | ------ | --- | -------------------------- | -------- |
| 1991    | 2.070 | 38,90 | 6 / 13 | Nou | Vicent Cremades Alcàcer    | Oposició |
| 1995    | 3.096 | 44,47 | 8 / 17 | 2   | Vicent Cremades Alcàcer    | Govern   |
| 1999    | 1.622 | 22,31 | 4 / 17 | 4   | Amparo Doménech i Palau    | Govern   |
| 2003    | 2.391 | 26,32 | 5 / 17 | 1   | Amparo Doménech i Palau    | Coalició |
| 2007    | 741   | 7,26  | 1 / 17 | 4   | José María Martí Granell   | Coalició |
| 2011    | 1.080 | 9,78  | 2 / 21 | 1   | José María Martí Granell   | Coalició |
| 2015    | 505   | 4,30  | 0 / 21 | 2   | Josep Enric Alcàcer Asensi | Oposició |